# Stig Woxther
Stig Woxther, född Stig Agne Evald Voxter 5 april 1922 i Södra Möckleby, Kalmar län, död 7 november 1999 i Nacka, var en svensk skådespelare.

## Filmografi (urval)
- 1964 - Käre John
- 1947 - Folket i Simlångsdalen